# Fluido de ley de potencia
Un fluido de ley de potencia, o la relación Ostwald-de Waele, es un tipo de fluido newtoniano generalizado (fluido no newtoniano independiente del tiempo) para el cual el esfuerzo cortante, τ, viene dado por
{\displaystyle \tau =K\left({\frac {\partial u}{\partial y}}\right)^{n}}
donde:
- K es el índice de consistencia del flujo (unidades SI Pa sn),
- ∂u∂y es la tasa de corte o el gradiente de velocidad perpendicular al plano de corte (SI unit s−1), and
- n es el índice de comportamiento de flujo (adimensional).

La cantidad
{\displaystyle \mu _{\mathrm {eff} }=K\left({\frac {\partial u}{\partial y}}\right)^{n-1}}
representa una viscosidad aparente o efectiva en función de la velocidad de corte (unidad SI Pa s). El valor de K y n se puede obtener del gráfico log(µ eff) and {\displaystyle log\left({\frac {\partial u}{\partial y}}\right)}. La línea de pendiente da el valor de n-1 a partir del cual se puede calcular n. La intersección en {\displaystyle \log \left({\frac {\partial u}{\partial y}}\right)=0} da el valor de K.
También conocida como la ley de potencia de Ostwald-de Waele, esta relación matemática es útil debido a su simplicidad, pero solo describe aproximadamente el comportamiento de un fluido no newtoniano real. Por ejemplo, si n fuera menor que uno, la ley de potencia predice que la viscosidad efectiva disminuiría indefinidamente al aumentar la velocidad de corte, requiriendo un fluido con viscosidad infinita en reposo y viscosidad cero cuando la velocidad de corte se acerca al infinito, pero un fluido real tiene ambas una viscosidad efectiva mínima y máxima que dependen de la química física a nivel molecular. Por lo tanto, la ley de potencia es solo una buena descripción del comportamiento del fluido en el rango de velocidades de corte a las que se ajustaron los coeficientes. Hay una serie de otros modelos que describen mejor todo el comportamiento del flujo de los fluidos dependientes de la cizalladura, pero lo hacen a expensas de la simplicidad, por lo que la ley de potencia se sigue utilizando para describir el comportamiento de los fluidos, permitir predicciones matemáticas y correlacionar datos experimentales.

## Tipos de fluidos de ley de potencia
Los fluidos de ley de potencia se pueden subdividir en tres tipos diferentes de fluidos según el valor de su índice de comportamiento de flujo:
| n  | Tipo de fluido          |
| -- | ----------------------- |
| <1 | Pseudoplástico          |
| 1  | Fluido newtoniano       |
| >1 | Dilatante (menos común) |

### Fluidos pseudoplásticos
"Los pseudoplásticos o diluyentes por cizallamiento son aquellos fluidos cuyo comportamiento es independiente del tiempo y que tienen una viscosidad aparente más baja a velocidades de cizallamiento más altas, y generalmente son soluciones de moléculas poliméricas grandes en un solvente con moléculas más pequeñas. Generalmente se supone que las cadenas moleculares se mueven al azar y afectan a grandes volúmenes de fluido bajo cizallamiento bajo, pero que se alinean gradualmente en la dirección de cizallamiento creciente y producen menos resistencia".
"Un ejemplo común en el hogar de un fluido muy diluyente es el gel de peinado, que se compone principalmente de agua y un fijador como un copolímero de acetato de vinilo/vinilpirrolidona (PVP/PA). Si uno tuviera una muestra de gel para el cabello en una mano y una muestra de jarabe de maíz o glicerina en la otra, encontrarían que el gel para el cabello es mucho más difícil de verter de los dedos (una aplicación de bajo cizallamiento), pero que produce mucha menos resistencia cuando se frota entre los dedos (una alta aplicación de cizalla)".
Este tipo de comportamiento se encuentra ampliamente en soluciones o suspensiones. En estos casos, las moléculas grandes o las partículas finas forman agregados o agrupaciones de alineación débilmente unidos que son estables y reproducibles a cualquier velocidad de cizallamiento dada. Pero estos fluidos se descomponen o reforman rápida y reversiblemente al aumentar o disminuir la velocidad de corte. Los fluidos pseudoplásticos muestran este comportamiento en un amplio rango de velocidad de corte; sin embargo, a menudo se acercan a un comportamiento newtoniano limitante a tasas de cizallamiento muy bajas y muy altas. Estas regiones newtonianas se caracterizan por las viscosidades {\displaystyle \mu 0} y {\displaystyle \mu \infty } respectivamente.

### Fluidos newtonianos
Un fluido newtoniano es un fluido de ley de potencia con un índice de comportamiento de 1, donde el esfuerzo cortante es directamente proporcional a la velocidad de corte:
{\displaystyle \tau =\mu {\frac {\partial u}{\partial y}}}
Estos fluidos tienen una viscosidad constante, μ, en todas las velocidades de corte e incluyen muchos de los fluidos más comunes, como agua, la mayoría de las soluciones acuosas, aceites, jarabe de maíz, glicerina, aire y otros gases.
Si bien esto es cierto para velocidades de cizallamiento relativamente bajas, a velocidades altas la mayoría de los aceites en realidad también se comportan de una manera no newtoniana y delgada. Los ejemplos típicos incluyen películas de aceite en cojinetes de carcasa de motor de automóvil y, en menor medida, en contactos de dientes de engranajes.

### Fluidos dilatantes
Los fluidos dilatantes o espesantes por cizallamiento aumentan su viscosidad aparente a velocidades de cizallamiento más altas.
Son de uso común en acoplamientos viscosos en automóviles. Cuando ambos extremos del acoplamiento giran a la misma velocidad de rotación, la viscosidad del fluido dilatante es mínima, pero si los extremos del acoplamiento difieren en velocidad, el fluido del acoplamiento se vuelve muy viscoso. Se utilizan para evitar que todo el par de torsión vaya a una rueda cuando la tracción de esa rueda disminuye, p. Ej. cuando una rueda está en hielo. El acoplamiento viscoso entre las dos ruedas motrices asegura que ambas ruedas giren al mismo ritmo, proporcionando un par a la rueda que no se desliza. Los acoplamientos viscosos también se utilizan para mantener el eje delantero y el eje trasero girando al mismo ritmo en los automóviles de pasajeros con tracción en las cuatro ruedas.
Los fluidos dilatantes rara vez se encuentran en situaciones cotidianas. Un ejemplo común es una pasta cruda de maicena y agua, a veces conocida como oobleck. Bajo altas tasas de cizallamiento, el agua se exprime de entre las moléculas de almidón, que pueden interactuar con más fuerza, aumentando enormemente la viscosidad.
Aunque no es estrictamente un fluido dilatante, Silly Putty es un ejemplo de un material que comparte estas características de viscosidad.

## Perfil de velocidad en una tubería circular
Así como un fluido newtoniano en una tubería circular posee un perfil de velocidad cuadrático (ver la ecuación de Hagen-Poiseuille), un fluido de ley de potencia posee un perfil de velocidad de ley de potencia,
{\displaystyle u(r)={\frac {n}{n+1}}\left({\frac {dp}{dz}}{\frac {1}{2K}}\right)^{\frac {1}{n}}\left(R^{\frac {n+1}{n}}-r^{\frac {n+1}{n}}\right)}
donde u (r) es la velocidad axial local (radialmente), dpdz es el gradiente de presión a lo largo de la tubería y R es el radio de la tubería.